# Bootsectorvirus
Een bootsectorvirus is een klein computerprogramma dat zichzelf op de harde schijf of diskette schrijft, juist op die plek die tijdens het opstarten van de computer gelezen wordt om het besturingssysteem te vinden, de zogenaamde bootsector. Eenmaal geladen, probeert een dergelijk virus de bootsectoren van verdere aanwezige schijven te infecteren, vandaar de naam virus (biologie).
In de begintijd van de personal computer kwamen bootsectorvirussen regelmatig voor. De verspreiding vond vooral plaats via diskettes die per ongeluk in de diskettedrive waren achtergebleven. Een computer probeerde in die tijd doorgaans eerst van de diskette op te starten. Ook als het opstarten vanaf de diskette niet lukte, kon het virus zich in het geheugen nestelen en de harde schijf infecteren. Door de opkomst van de cd-rom en internet zijn diskettes in onbruik geraakt en is het mechanisme van de verspreiding van bootsectorvirussen niet meer effectief. Aan de andere kant zijn USB-sticks sinds het begin van de 21ste eeuw groot genoeg om als harde schijf in te delen, compleet met een bootsector die ook misbruikt kan worden.